# Басараби култура
Басараби култура је култура гвозденог доба, која је била заступљена у области доњег Подунавља. Датује се у период од 8 до 6 века п. н. е. Назив је добила по истоименој некрополи у Олтенији.
Настала је на основама групе жигосане керамике Инсула Банулуј типа. У средњој фази развоја захватала је територију од јужне Молдавије до западног Срема (Румунија, Бугарска, Србија и централна Молдавија). Култура се назива и Босут-Басараби комплекс по два најистраженија налазишта — вишеслојног налазишта Босут у источном Срему и именодавне велике некрополе Басараби у Румунији.
Керамика басараби типа има складне слојеве урезаних геометријских мотива, утиснутих С мотива и низове лажног шнура (тзв. врпце).
Насеља су мањих димензија, отвореног типа, уз речне токове. Поједина насеља била су утврђена палисадама и земљаним бедемима.
Сахрањивање је биритуално, преовлађују испружени скелети на каменим подлогама у тумулима.

## Оставе
Оставе могу бити: 
- скривалице
- ливнице
- трговачке
- вотивне

Прве оставе познате су из раног бронзаног доба, најчешће садрже равне секире, шипке и колутове за претапање. Из раног бронзаног доба је остава из Плочника са секирама.
Оставе средњег бронзаног доба садрже секире, српове, оружје, накит. Из средњег бронзаног доба је остава из Тручевца са бронзаним накитом и из Велике Врбице са златним накитом, из Вајске са златним накитом и оружјем.
Највећи број остава потиче из позног бронзаног доба и старијег гвозденог доба. Садрже мачеве, бодеже, копља, стрелице, секире, келтове, ножеве, длета, бирјаче, накит, бронзане посуде, делови коњске опреме и делове кола. 
Из позног бронзаног доба и старијег гвозденог доба потиче више од стотину остава претежно са територије Војводине и Шумадије из периода 1300–700. п. н. е.
Могу се поделити у 6 фаза:
- Најпознатије су остава из Тополнице код Мајданпека I фаза
- Оставе из Крчедина, Јакова, Футога, Брестовика II фаза
- Остава из Сечња  фаза
- Оставе из Алуне и Брзе Паланке IV фаза
- Остава из Руиста  фаза
- Оставе из Јањева VI фаза

Оставе сребрног накита из Чуруга и Штрбаца су из периода старијег гвозденог доба, а из млађег гвозденог доба позната је остава оруђа из Совљака.